# Yukiko Shinohara
Yukiko Shinohara (篠原ゆき子, Kanagawa, 21 de enero de 1981) es una actriz japonesa, conocida principalmente en Japón por sus numerosas apariciones en cine y televisión como Summer Wars (2009) y Mortal Kombat (2021).

## Filmografía
- Nagoya no kissaten (2022)
- Soromon no gishô (2021)
- Onna-tachi (2021)
- Mortal Kombat (2021)
- The Voice of Sin (2020)
- Mrs. Noisy (2019)
- Shin'ya shokudô: Tokyo Stories  (2019)
- Beshari Gurashi  (2019)
- Akutoo Kagaisha Tsuiseki Chousa  (2019)
- Sayonara kuchibiru (2019)
- Giver: Revenge's Giver  (2018)
- Good Doctor (2018)
- Double Fantasy  (2018)
- Special Investigation Nine (2018)
- Kounodori  (2017)
- Oyafukou yakusha (2017)
- Ribâsu (2017)
- Inagaki-ke no moshu (TV Movie) 2017
- Quartet  (2017)
- Episode #1.9 (2017)
- Episode #1.7 (2017)
- Kuroi mori (2016)
- Her Love Boils Bathwater (2016)
- Sôzoku Bengoshi Kakizaki Shin'ichi  (2016)
- Zan'e: Sunde wa ikenai heya (2015)
- Utsukushiki wana: Zanka ryôran  (2015)
- Shinya shokudô (2014)
- Toshikoshi soba (2014)
- Rebanira to nirareba (2014)
- Dear Sister (2014)
- Shinya shokudô (2014)
- Tatakau Onna Pants-hen (2014)
- Keiji 110 kiro (2014)
- Nukumizu Kikiippatsu (2014)
- Zentai (2013)
- Tomogui (2013)
- Mahoro ekimae bangaichi (2013)
- Daughter (2013)
- Kuroi hôkokusho 2012
- Eiga Kaibutsukun (2011)
- Summer Wars (2009)